# Felicia Bergström
Felicia Elisabeth Linnéa Bergström, född 5 februari 1994 på Lidingö, är en svensk youtubare med över 250 000 prenumeranter och över 94 miljoner visningar på sin Youtubekanal.
Hon var nominerad i Årets collab, för sin video tillsammans med Heja Internet, och Årets style, på Guldtuben 2015. Året därpå var hon nominerad i kategorin Årets serie och vann priset Årets #SÅZOURR.
2016 fick Bergström tillsammans med några andra Youtube-profiler ett eget tv-program, en realityserie på Viafree med titeln Sommaren med Youtube-stjärnorna. 2018 medverkade Bergström i tv-programmet Farmen VIP på TV4. Hon lämnade dock programmet i det sjätte avsnittet. 2019 medverkade hon i SVT-serien Mitt perfekta liv, en serie som lyfter psykisk ohälsa bland unga.

## Priser och utmärkelser
| År   | Pris                                           | Resultat  | Ref   |
| ---- | ---------------------------------------------- | --------- | ----- |
| 2015 | Guldtuben: Årets collab                        | Nominerad | [ 3 ] |
| 2015 | Guldtuben: Årets style                         | Nominerad | [ 3 ] |
| 2016 | Guldtuben: Årets serie (STORY TIME på Youtube) | Nominerad | [ 3 ] |
| 2016 | Guldtuben: Årets #SÅZOURR                      | Vann      | [ 4 ] |